# Gianni Deserri
Gianni Deserri (Ferrara, 13 luglio 1948 – Cupra Marittima, 8 settembre 2022) è stato un pittore e scultore italiano.

## Biografia
A Bologna frequentò il Liceo Artistico Statale conseguendo il diploma di maturità e proseguì gli studi iscrivendosi all'Accademia, nella sezione Scultura.
All'età di 24 anni divenne prima assistente e poi professore del Liceo in cui era stato studente, trasferendosi successivamente all'Istituto Statale d'Arte per oltre trent'anni. Artista poliedrico non solo si dedicò alla scultura, ma nella sua carriera si cimentò anche nella pittura e nel disegno tecnico, fino all'illustrazione. Per oltre vent'anni, è stato nel direttivo del Club Amici dell'Arte, con sede nella galleria Il Rivellino di Ferrara e nella Chiesa di San Nicolò, il cui abside si ascrive a Biagio Rossetti. 
Prese parte a mostre collettive tra cui: Per Schifanoja. Interpretazioni di artisti ferraresi (Ferrara, Castello estense, 1987) e La gamba perduta (Bondeno, Pinacoteca comunale, 2008), incentrata sul culto di San Sebastiano.
Lo scrittore Dario Deserri è il figlio.

### Decesso
A causa di un infarto, nel pomeriggio di giovedì 8 settembre è deceduto mentre si trovava in vacanza con la famiglia a Cupra Marittima.

## Premi
- Premio "Vittorio Sandoni", Bologna, 2003.
- Concorso "I misteri della luce", Bologna, 2004.
- 6º Premio Nazionale Il Percorso della Memoria", Ferrara, 2010.
- Premio d'arte contemporanea "Il Segno", Galleria Zamenhof, Milano, 2012.
- Premio Lucio Fontana, Torino, 2012.